# TT163
La tombe thébaine TT 163 est située à Dra Abou el-Naga, dans la nécropole thébaine, sur la rive ouest du Nil, face à Louxor en Égypte.
C'est la sépulture d'Amenemhat (Jmn-m-h3.t), maire de Thèbes, scribe royal, datant de la XIXe dynastie.